# Quickie (Fernsehsendung)
Quickie – Das schnelle Quiz (so die Eigenschreibweise) war eine regionale Quizsendung, die ab dem 18. Mai 2005 vom MDR aus Magdeburg gesendet wurde. Moderatorin war bis Januar 2023 Andrea Ballschuh. Im April 2023 übernahm Sarah von Neuburg die Moderation. Gleichzeitig wurde auch das Konzept der Sendung geändert. So drehten sich die Fragen nicht mehr nur um Mitteldeutschland, sondern um den gesamten Osten Deutschlands.

## Spielregeln
Die Sendung wies gewisse Gemeinsamkeiten mit Wer wird Millionär? auf. Genauso wie dort mussten die Kandidaten Multiple-Choice-Fragen mit jeweils vier Antwortmöglichkeiten lösen, die alle einen regionalen Bezug zu Sachsen, Sachsen-Anhalt, Thüringen, Brandenburg und Mecklenburg-Vorpommern sowie zur Hauptstadt Berlin hatten. Bei einer richtigen Antwort stieg der Kandidat um eine Gewinnstufe auf, eine falsche Antwort führte zum sofortigen Spielende. Die Auflösung der korrekten Antwort erfolgte bei einigen wenigen Fragen im Rahmen eines kurzen Erklärfilms, diese Rubrik wurde in Anlehnung an Wikipedia „Quickiepedia“ genannt.
Die Ratezeit war stark begrenzt (daher der Name der Sendung): für die erste Frage hatte man fünf Sekunden Zeit, auf der 12. (höchsten) Gewinnstufe maximal 60 Sekunden. Sollte ein Kandidat alle 12 Fragen korrekt lösen, erhielt er als Hauptgewinn ein Auto. Bei vorzeitigem Ausscheiden wurden andere Sachpreise vergeben, u. a. Fahrräder oder elektronische Geräte. Im Gegensatz zu den meisten anderen Quizshows wurden bis zur Änderung des Konzepts im Jahr 2023 keine Geldpreise ausgespielt. Zuletzt betrug der maximale Höchstgewinn 10.000 Euro.
Anders als bei Wer wird Millionär? konnten die Kandidaten nicht vorzeitig aussteigen, wenn ihnen eine Frage zu schwer erschien. Sie mussten somit jede Frage beantworten, notfalls raten, wenn die Joker verbraucht waren. Weiterhin erfolgte in der Sendung kein Vorausscheid zwischen mehreren Kandidaten, da dieser bereits im Vorfeld im Rahmen einer gleichnamigen Radiosendung von MDR Jump stattfand. Die Kandidaten brauchten nicht aus dem Sendegebiet zu kommen, beispielsweise war in der Sendung vom 17. April 2021 ein Kandidat aus Rheinland-Pfalz im Studio.
Folgende (jeweils nur einmal nutzbare) Joker standen den Kandidaten zur Verfügung:
- Partnerjoker: Jeder Kandidat brachte eine vertraute Person mit ins Studio, die ihn bei dieser Frage beraten durfte. Dafür stand dem Partner genauso viel Zeit zur Verfügung, wie für die jeweilige Gewinnstufe regulär vorgesehen war. Während der COVID-19-Pandemie in Deutschland und ab 2023 wurde die Sendung ohne Studiopublikum aufgezeichnet, und auch der Partner nahm nicht mehr im Studio, sondern in einem separaten Raum Platz.
- Springerjoker: Mit diesem, erst ab der 5. Gewinnstufe einsetzbaren Joker wurde die Frage komplett übersprungen, d. h. wie eine richtig beantwortete Frage gewertet. Im Gegenzug bekam der Kandidat bei allen folgenden Fragen 20 Sekunden weniger Ratezeit.
- Tauschjoker: Die Frage wurde nicht gespielt; sie wurde durch eine andere Quizfrage ersetzt, die wahlweise aus den Fachgebieten Kultur, Natur oder Sport stammte. Sie hatte als einzige keinen regionalen Bezug.